# Dan Hanson
Dan Hanson (Estados Unidos, 2 de marzo de 1999) es un jugador profesional estadounidense de rugby que se desempeña en la posición de pilar izquierdo en Anthem Rugby Carolina, equipo perteneciente a la liga Major League Rugby.

## Carrera
Hanson hizo su debut como profesional con el equipo Chicago Hounds, después pasó a Anthem Rugby Carolina, disputando su segunda temporada en la Major League Rugby.